# ポール・マルチンクス
ポール・カシミール・マルチンクス（Paul Casimir Marcinkus、1922年1月15日 - 2006年2月20日）は、アメリカ生まれのカトリック大司教で、「バチカン銀行」の元総裁。姓は、マーチンクスとも表記する。

## 略歴

### 聖職者
アメリカのイリノイ州シセロのリトアニア系移民の家に生まれ、シカゴマフィアとの関係が深かった。その後聖職者の道へ進む。第二次世界大戦後の1950年にイタリアのローマに向かい、1953年よりバチカンに常駐する。
その後1955年より、ボリビアとカナダにバチカンの外交使節として駐在し、1959年にバチカンに戻った後は教皇ヨハネ23世の英語通訳となる。その後、1969年1月にバチカンにより大司教に任命される。

### バチカン銀行総裁

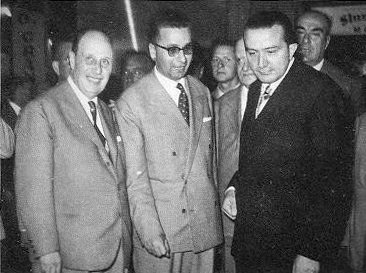
リーチオ・ジェッリとジュリオ・アンドレオッティ首相

1971年には、ローマ教皇庁の運営資金調達と資金管理を行うバチカン銀行（正式名称は「宗教事業協会」、Istituto per le Opere di Religioni/IOR）の総裁へ就任する。なおこの頃より、アメリカのデヴィッド・M・ケネディ財務長官との親密な関係を築いた。
その後は、1975年にバチカン銀行の資金管理を行うイタリアのアンブロシアーノ銀行の頭取に就任したロベルト・カルヴィと、サルヴァトーレ・リイナやヴィト・ジェノヴェーゼなどのイタリア、アメリカの両国のマフィアとの関係が深い、ミラノのプライベートバンクの頭取であるミケーレ・シンドーナ
とともに、アンブロシアーノ銀行からバチカン銀行を通じて、マフィアやイタリア政界関係者向けのマネーロンダリングや不正融資を行った。
なお、マルチンクス大司教はアメリカ在住時から、シンドーナやカルヴィが所属していた極右秘密組織「ロッジP2 (Propaganda Due)」の会長で、イタリアの極右政党やCIA、さらにアルゼンチンのファン・ペロン大統領などとの関係が深かったリーチオ・ジェッリとの関係が深かった。

### カトーリカ・デル・ベーネト銀行売却問題
なおこの頃に、聖職者や低所得者層への低金利融資を行っていたカトーリカ・デル・ベーネト銀行を、アンブロシアーノ銀行のカルヴィ頭取とともに脱税と株式の不法売買のために秘密裏に売却し、アルビノ・ルチアーニ総大司教（その後枢機卿を経てヨハネ・パウロ1世教皇となった）から抗議を受けたものの、マルチンクス大司教がパウロ6世教皇（1963年-1978年）から直々にバチカン銀行総裁に任命されていたことから、この事態を乗り切ることに成功した。
しかしその後も、自らがアメリカのマフィアに対して行った贋造公債の発注がFBIの捜査対象になるなど、その聖職者らしからぬ言動がバチカン国内のみならず、国際的にも問題視されることとなった。

### ヨハネ・パウロ1世の暗殺疑惑
この様な状況を受け、パウロ6世の逝去を受けて1978年8月に教皇に就任したヨハネ・パウロ1世（1978年8月26日-1978年9月28日）は、バチカン銀行の改革を行い、同時にマルチンクス総裁をはじめとするバチカン銀行の汚職に関係する者の更迭を行うことを決定していた。
しかし、ヨハネ・パウロ1世は教皇就任後わずか33日で逝去した上に、9月28日の未明の逝去時に眼鏡とスリッパ、保存されているはずの遺言状が行方不明になっていたこと、バチカンが遺体の発見時刻を偽って発表した他、死因もわからないうちから防腐処理が行われたこと、さらに、朝に弱いマルチンクス大司教がヨハネ・パウロ1世逝去時の直後に教皇の居室周辺をうろついていたことが目撃されていたことなどから、バチカン銀行の改革と自らの追放を恐れたマルチンクス大司教とその協力者が、ヨハネ・パウロ1世を「暗殺」したのではないかと噂された。
なお、1978年10月にヨハネ・パウロ1世を継いで第264代ローマ教皇となったヨハネ・パウロ2世（1978年-2005年）は、前任者と打って変わってバチカン銀行の改革に熱心でなかったこともあり、その後もアンブロシアーノ銀行は、ヨハネ・パウロ2世とマルチンクス大司教の庇護の下、バチカン銀行を経由したマフィア絡みのマネーロンダリングと不正融資を続けることとなった。

### カルヴィ暗殺事件

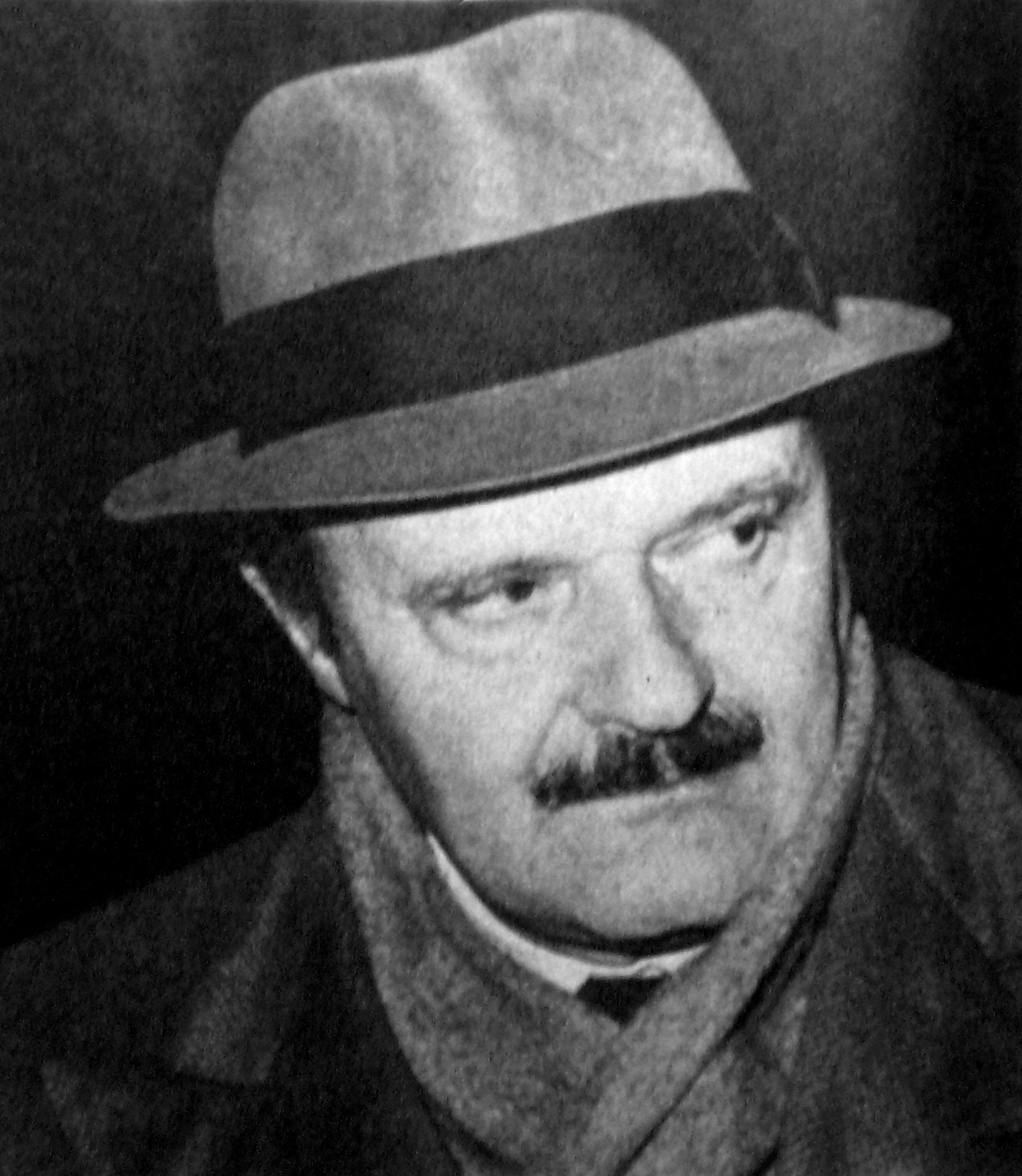
ロベルト・カルヴィ

しかしその後、アンブロシアーノ銀行は、マルチンクス大司教の庇護の下に行われていた、バチカン銀行を経由したマフィア絡みのマネーロンダリングと不正融資が、イタリア政府関係者やイタリアをはじめとする各国のマスコミの疑念を呼ぶこととなり、1981年から1982年にかけてイタリア中央銀行による大規模な査察を受けた結果、およそ10-15億アメリカドルに上る使途不明金を抱えていたことが明らかになり、1982年5月に破綻した。
カルヴィ頭取は、破綻直前に偽造パスポートを使い国外に逃亡していたが、同年6月17日にイギリスの首都、ロンドンのテムズ川にかかるブラック・フライアーズ橋の下で首吊り死体の姿で発見された。事件後カルヴィは「自殺」したということで処理されたものの、その後のイタリアとイギリス両国の捜査でカルヴィは自殺したのではなく暗殺されたことが証明された。
この暗殺事件は、カルヴィ頭取の「口封じ」を願ったマルチンクス大司教をはじめとしたバチカンやジュリオ・アンドレオッティ首相をはじめとするイタリア政財界のみならず、マフィアなどの犯罪組織や「ロッジP2」、果てはユダヤ系金融家で大富豪のジェームズ・ゴールドスミスや、ヨハネ・パウロ1世を継いでローマ教皇となったヨハネ・パウロ2世の出身国のポーランドの反体制組織「連帯」を資金援助していたCIAに至るまで様々な組織の関与が噂され、「20世紀最大の金融スキャンダル」と呼ばれ、当事者のバチカンとイタリア、イギリス両政府のみならず、全世界を揺るがす大事件となった。

### オルランディ誘拐事件
また2008年には、バチカンの職員の娘であるエマヌエーラ・オルランディ (en) が1983年6月22日に誘拐されたものの、現在も行方不明となっている未解決の事件に、ローマを拠点とするマフィアの大ボスの元愛人であるサブリナ・ミナルディが「オルランディ誘拐事件の首謀者はマルチンクス大司教である」という証言を行っている。
なおロベルト・カルヴィの息子のカルロ・カルヴィは、「この誘拐事件は、アンブロシアーノ銀行破綻やカルヴィ暗殺事件についてバチカンが『余計な証言』を行わないように脅迫するために起こされたものである」との見解を表明している。

### 逮捕状
マルチンクスはこれらの一連の事件の中心的人物としての関与が噂された上、それ以外にも多数のマフィアがらみの金融犯罪への関与も噂され、実際にカルヴィが暗殺された翌年の1983年には、「アンブロシアーノ銀行の破綻の責任者である」としてイタリア検察から逮捕状が出た。
しかし、その後バチカンという「外国籍」のマルチンクスに対する逮捕状は無効とされ、その後もマルチンクスに対する捜査の手が及ぶことなく、1989年までヨハネ・パウロ2世の庇護のもとでバチカン銀行の総裁を勤めた。

### 死去
冷戦終結直後の1990年にすべての職を辞しアメリカへ戻ったものの、全てのマスコミからの取材を拒否し続けた。その後もこれらの一連の事件についての証言は全く行わないままに、2006年にアリゾナ州のサンシティの自宅で死去した。

## その後のバチカン銀行
この様な大スキャンダルに見舞われたものの、バチカン銀行はその後も主要取引銀行を介して度々マネーロンダリングなどの違法な取引にかかわったと指摘されている。近年も2009年11月と2010年9月の2度に渡り、バチカン銀行とエットレ・ゴッティ・テデスキ総裁が主要取引行の1つのクレーディト・アルティジャーノ銀行を介したマネーロンダリングを行ったとの報告を受けたイタリアの司法当局が捜査を行い、捜査の過程で2300万ユーロの資産が押収されている。

## 関連事項
- ローマ教皇庁
- コリエーレ・デラ・セラ
- ジュリオ・アンドレオッティ
- アミントレ・ファンファーニ
- フランシス・スペルマン